# エレナ・コルナロ・ピスコピア
エレナ・ルクレツィア・コルナロ・ピスコピア（Elena Lucrezia Cornaro Piscopia イタリア語: [ˈɛːlena luˈkrɛttsja korˈnaːro piˈskɔːpja] 、1646年6月5日 – 1684年7月26日）は、ヴェネツィアの貴族系の哲学者である。世界で大学の学位を取得した最初の女性の一人であり、世界で最初に哲学博士号を取得した女性である。エレナ・ルクレツィア・コルネル（Elena Lucrezia Corner イタリア語: [korˈnɛr] ）とも。

## 生い立ち
1646年6月5日に、ヴェネツィア共和国ヴェネツィアのパラッツォ・ロレダンで、父親のジャンバッティスタ・コルナロ＝ピスコピアと父親の愛人であるザネッタ・ボニの間に生まれた。母親は農民であり、両親は彼女の誕生時に結婚していなかった。したがって、ヴェネツィアの法律は、たとえ貴族の親によって認められたとしても、貴族の非嫡出子に貴族の特権を禁じていたため、コルナロは法律上ではコルナロ家の一員ではなかった。ザネッタは非常に貧しい農民の家族の出身であった。ザネッタは飢餓から逃れるためにヴェネツィアに逃げた可能性があり、その後、共和国で最も強力な貴族の愛人になった。ジャンバティスタとザネッタは1654年に正式に結婚したが、二人の子供たちは貴族の特権を禁じられた。
父親のジャンバティスタは1664年に、ヴェネツィアの貴族の切望職である Procuratore di San Marco de supra（サンマルコ大聖堂の出納官）に選ばれ、ヴェネツィアのドージェ（首相）に次ぐ有力者となった。このため、非嫡出子であるにもかかわらず、コルナロはヴェネツィアの伝統行事である海との婚礼の祭典で有名になった。父親は何度か婚約者を用意しようとしたが、彼女は全ての男性を断った。彼女が11歳のときに純潔を誓ったという初期の伝記作家の見解は、フランチェスコ・ルドヴィコ・マスキエットによって異議を唱えられている。
1665年には、ベネディクト会のオブラートの宗教的習慣を身につけたが、尼僧にはならなかった。 

## 教育
コルナロは幼い頃から天才と見なされていた。家族ぐるみの司祭ジョヴァンニ・ファブリスの助言により、彼女は古典教育を始めた。著名な教育者の下でラテン語とギリシア語を学び、7歳までにこれらの言語の他に、フランス語とスペイン語が堪能になった。また、ヘブライ語とアラビア語で Oraculum Septilingue（7ヶ国語の託宣）の称号を獲得した。その後は、数学、哲学、神学などを勉強した。
チェンバロ、クラヴィコード、ハープ、バイオリンを堪能し、彼女の音楽能力は作曲した音楽によって証明された。10代後半から20代前半に、物理学、天文学、言語学に興味を持つようになった。パドヴァ大学で哲学の会長を務めていたコルナロの哲学の家庭教師カルロ・リナルディーニは、ラテン語で幾何学を中心に書かれた本を1668年に出版し、22歳のコルナロに献呈した。 

## 経歴
1669年には、カルトジオ会の僧侶ランスペルギウスによる『キリストの談話』をスペイン語からイタリア語に翻訳した。翻訳は、彼女の親友であり告白者であるジョバンニ・パオロ・オリバに献呈された。この巻は、1669年から1672年まで共和国で5つの版で発行された。彼女の名声は広まり、多くの学会に招待され、1670年にはヴェネツィアの学会であるアカデミア・デイ・パシフィックの会長となった。

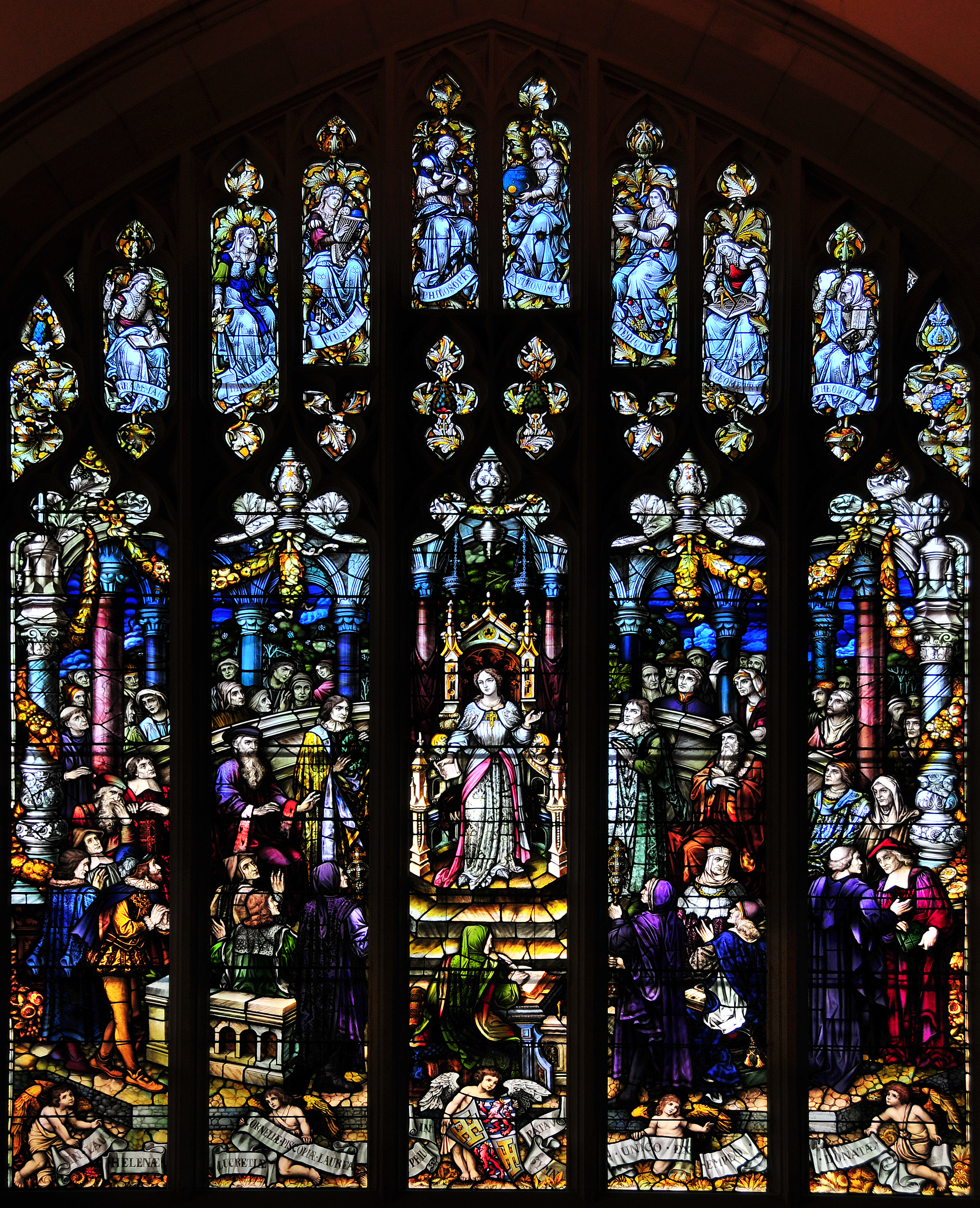
コルナロの授与を描いたトンプソン・メモリアル図書館の窓。

哲学の家庭教師であるカルロ・リナルディーニの推薦を受け、フェリーチェ・ロトンディはパドヴァ大学に神学のラウレア号をコルナロに与えるよう請願した。パドヴァの司教であるグレゴリオ・バルバリゴ枢機卿は、彼女が神学の学位を取得しようとしていることを知ったとき、彼女が女性であるという理由で拒否したが、哲学の学位を取得することを許可し、彼女は哲学のラウレア号を取得した。学位は1678年6月25日にパドヴァ大聖堂で、大学当局、すべての学部の教授、学生、ほとんどのヴェネツィア上院議員、そしてボローニャ大学、ペルージャ大学、ローマ大学、ナポリ大学からの多くの招待客の前で授与された。コルナロは古典ラテン語で1時間のスピーチを行い、アリストテレスの作品の『分析論後書』と『自然学』から選ばれた難しい句を説明した。彼女の説明は非常に注意深く聴かれ、リナルディーニ教授が彼女にラウレアの記章を授与するときに賞賛を受けた。コルナロは哲学の本、指には指輪、頭には月桂冠、肩にはアーミンのモゼッタを受け、Magistra et Doctrix Philosophiae（哲学の教師と医師）を宣言された。これによりコルナロは、世界で大学の学位を取得した最初の女性の一人となり、そして世界で哲学博士の学位を取得した最初の女性となった。式典をひと目見ようと、二万人以上の人々がパドヴァ大学に押し寄せた。
彼女は人生の最後の7年間を、研究と慈善活動に専念した。コルナロは1684年にパドヴァで結核で亡くなり、サンタ・ジュスティーナ教会に埋葬された。

## 死後
コルナロの授与から数ヶ月後、パドヴァで医学の講師を務めるカルロ・パティンは、娘のカルラ＝ガブリエラ・パティンに学位を取得させようとした。ジャンバッティスタ・コルナロ＝ピスコピアの支援を受けていた大学は、女性の卒業を禁止するように制定法を変更した。次に女性の博士号を取得したのは1732年のラウラ・バッシとなった。
コルナロの追悼式は、ヴェネツィア、パドヴァ、シエナ、ローマで行われた。アッカデミア・デグリ・インフェコンディは2つの記念巻を出版し、パドヴァのアカデミア・デイ・リコヴラティも記念巻を出版した。パドヴァ大学には彼女の像が置かれ、1685年には彼女を記念するメダルが作られた。
1895年、イギリス・ベネディクト会衆会の女子修道院長マチルダ・ピンセントは、ローマでコルナロの墓を開け、遺骨を新しい棺に入れ、彼女を記念する粘土板を刻ませた。彼女の卒業式は、1906年にヴァサー大学のトンプソン・メモリアル図書館の西棟に設置されたコルナロ・ウィンドウ（窓）に描かれている。ルース・クロフォード・ミッチェルの提案により、コルナロはピッツバーグ大学のイタリアン・ナショナリティ・ルームにあるジョヴァンニ・ロマグノリの1949年の壁画に描かれている。2019年6月5日に、Googleは彼女の生誕373周年をGoogle Doodleで記念した。

## 文献

### 著作
コルナロの著作には、学術的な談話、翻訳、および献身的な論文がある。
- Bacchini, Benedetto 編（伊語、羅語）『Helenae Lucretiae Corneliae Piscopiae opera quae quidem haberi potuerunt』Rosati、Parma、1688年。

- （伊語）『Lettera overo colloquio di Christo N. R. all'anima devota composta dal R. P. D. Giovanni Laspergio in lingua spagnola e portata nell'italiana』Giuliani、ヴェネツィア、1669年。 (Bacchini（1688）179–183頁にて再版)

未出版
- 『悲しみの聖母』に関する1672年の談話[19]

### 伝記
- Deza, Massimiliano（伊語）『Vita di Helena Lucretia Cornara Piscopia descritta da Massimiliano Deza della Congregazione della Santissima Madre di Dio, e dedicata alla maestà dell'aug.ma imperatrice Eleonora principessa di Monferrato, &c』Antonio Bosio、ヴェネツィア、1686年。
- Benedetto Bacchini『Actorem Helenæ』1688年（羅語; Bacchinied （1688）1–48頁 ）。
- Lupis, Antonio、Vendramina, Caterina（伊語）『L'eroina Venetia, ouero, La vita di Elena Lucretia Cornara Piscopia』Curti、ヴェネツィア、1689年。OCLC 991386840。
- Pynsent, Mathilde（英語）『The Life of Helen Lucretia Cornaro Piscopia, Oblate of the Order of St. Benedict and Doctor in the University of Padua』St. Benedict's、1896年。
- Fusco, Nicola（英語）『Elena Lucrezia Cornaro Piscopia, 1646–1684』United States Committee for the Elena Lucrezia Cornaro Piscopia Tercentenary、1975年。
- Maschietto, Francesco Ludovico（伊語）『Elena Lucrezia Cornaro Piscopia, 1646–1684: prima donna laureata nel mondo』 10巻、Antenore、Padua〈Contributi alla storia dell'Università di Padova〉、1978年。
  - Maschietto, Francesco Ludovico 著、Vairo 訳、Marshal, Catherine 編（英語）『Elena Lucrezia Cornaro Piscopia (1646–1684): The First Woman in the World to Earn a University Degree』Saint Joseph's University Press、2007年。ISBN 978-0916101572。978-0916101572
- Tonzig, Maria Ildegarde（伊語）『Elena Lucrezia Cornaro Piscopia: prima donna laureata nel mondo. Terzo centenario del dottorato (1678–1978)』V. Gualandi、1980年。
- Guernsey, Jane Howard（英語）『The Lady Cornaro: Pride and Prodigy of Venice』College Avenue Press、1999年。ISBN 978-1883551445。978-1883551445
- Carrano, Patrizia（伊語）『Illuminata. La storia di Elena Lucrezia Cornaro, prima donna laureata nel mondo』Mondadori、2001年。ISBN 978-8804490906。978-8804490906
- Pighetti, Clelia（伊語）『Il vuoto e la quiete: scienza e mistica nel '600 : Elena Cornaro e Carlo Rinaldini』FrancoAngeli、2005年。ISBN 978-8846463333。978-8846463333